# Приозёрный (Ростовский район)
Приозёрный — посёлок в Ростовском районе Ярославской области России. Входит в Петровское сельское поселение.

## История
В 1968 году указом президиума Верховного Совета РСФСР посёлок при Годеновском торфопредприятии переименован в Приозёрный.

## Население
| 2007 | 2010 |
| ---- | ---- |
| 86   | ↘69  |

## Инфраструктура
Личное подсобное хозяйство.

## Транспорт
Доступен автотранспортом.